# 史提芬·懷萊德
史提芬·李察·懷萊德，MBE（英語：Steven Richard Wright，1954年8月26日—2024年2月12日）
，英國電台播音員。1980年代，英國廣播公司電台第一台下午節目主持。他現時是英國廣播公司電台第二台的全國性下午節目主持。

## 事業
懷萊德從小在雅息士郡的濱海紹德森接受教育。 1970年代他與邁克·烈特在雷丁的 Radio 210 一起共事。 
1979年，懷萊德加盟被英國政府認定為非法向英國廣播的盧森堡電台。一年後，他轉往英國廣播公司電台第一台工作，負責星期六下午時段，後改為上午。1981年，懷萊德被調往星期一至星期五的下午時段，主持廣受全國歡迎的《史提夫·懷萊德下午節目》。
1984年開始的兩年內, 懷萊德同時需要負責主持星期日的早上節目《星期日史提夫·懷萊德》，亦即是說，星期五的下午時段，需要由 
Mark Page 和 Paul Jordan 替代。兩年後，他又回復至星期一至五的安排。

### 困難
1994年，英國廣播公司電台第一台節目總監馬太·班尼斯打上場，進行節目風格重組，懷萊德事後表示為了幫助這位老友，答應調往早上主持節目。 
怎料一年後，重組失敗，第一台整體收聽率下跌，喪失大量聽衆。
在多名唱片騎師被辭退或離職下，懷萊德亦決定辭職不幹，並轉投商業電台Talk Radio，主持星期六早上時段節目。

### 重回正軌
1996年, 
占士·莫亞被任命為第二台節目總監。莫亞深深知道第一台收聽率下跌的主因，是因為很多前第一台聽衆已經轉聽其他商業電台。莫亞於是邀請多名第一台的前度唱片騎師回巢，隨後扭轉乾坤，把一向收聽率不高的第二台打造成全英國最受歡迎的電台。懷萊德亦在這時候回到英國廣播公司的懷抱，負責第二台星期六早上十時至下午一時的《星期六史提夫·懷萊德節目》 
與星期日早上九時至十一時的《史提夫·懷萊德星期日爱歌》節目。1999年, 莫亞任命懷萊德接替愛·史釗活主持星期一至星期五下午時段的節目，
節目名稱沒有改變，仍舊稱為《史提夫·懷萊德下午節目》。事隔5年，深受聽衆歡迎的《史提夫·懷萊德下午節目》終於重見天日，懷萊德亦取回他最擅長的下午廣播時段，分別只是由第一台轉到了第二台。另外，他亦負責英國廣播公司電視台第二台《最受歡迎流行曲》中的主持配音工作。

## 《史提夫·懷萊德下午節目》
《史提夫·懷萊德下午節目》內容極富娛樂性，環節包括有惡作劇形式的假嘉賓訪問、簡短幽默對話和取材自《每週世界新聞》的奇怪新聞報告。由於節目採用《晨早動物園》式風格，每當懷萊德作出宣佈時，眾多的電台職員和監製便會在背後高叫和歡呼。這種無厘頭、廢話多多的氣氛，成為了這個節目的獨特風格。另外，由第一台階段至現時的第二台，都有一個歷史悠久的環節，是由多位作家、配音員與播音員扮演不同角色，致電給節目主持人。歷年來比較出名的角色計有:
- 生氣先生 - 他最常用的口頭禪是:「我很生氣，我想擲下電話筒!」 聽衆隨即便會聽到電話筒丟在地上的聲音。
- 瘋癲先生 - 他的口頭禪是: 「完全瘋癲呀，老友!」
- 妄想狂先生
- 米克和基夫 (Mick and Keef) - 模仿滾石樂隊成員 Mick Jagger 與 Keith Richards
- 性慾連達
- 大羊駝人

現時，《史提夫·懷萊德下午節目》在第二台廣播時，每日最少訪問2位名人，亦包括《古怪事實》、《問貓王》的環節。懷萊德亦喜歡開玩笑，例子之一是替報導交通實況的第二台交通報導員 Sally Boazman 冠上 Sally Traffic 的綽號，並經常以此稱呼她。

### 喜歡這節目
節目亦有聽衆來信時間的環節。最奇怪的是，差不多所有聽衆來信時都包含了「喜歡這節目」的說話。究竟是所有的聽衆都在信中加上這一句以確保來信能讀出呢，還是懷萊德本人加上的就不得而知了。

## 註腳
1. 1 2 3  [永久] - 英國廣播公司, 2008年7月10日 索取 (英文)
2. 1 2 3 4 5  史提夫·懷萊德簡述、相片、原聲錄 （页面存档备份，存于） - 倒帶電台
3. ↑  英國廣播公司電台高薪一族禾根上榜 （页面存档备份，存于） - 英國每日電訊報 2006年4月19日, 2008年7月10日 索取 (英文)
4. 1 2  占士·莫亞 （页面存档备份，存于） - 英文維基, 2008年7月11日 索取
5. ↑  愛·史釗活 （页面存档备份，存于） - 英文維基, 2008年7月11日 索取
6. ↑  史提芬·懷萊德之事業 （页面存档备份，存于） - 史提芬·懷萊德網上檔案